# لوكهيد دي سي-130
لوكهيد دي سي-130 (DC-130) هي طراز مطور من طائرات C-130 هيركيوليس، صممت للتحكم بطائرات تطير بدون طيار. يمكن أن تحمل أربع طائرات درون من  نوع ريان فايربي طائرات تحت جناحيها.

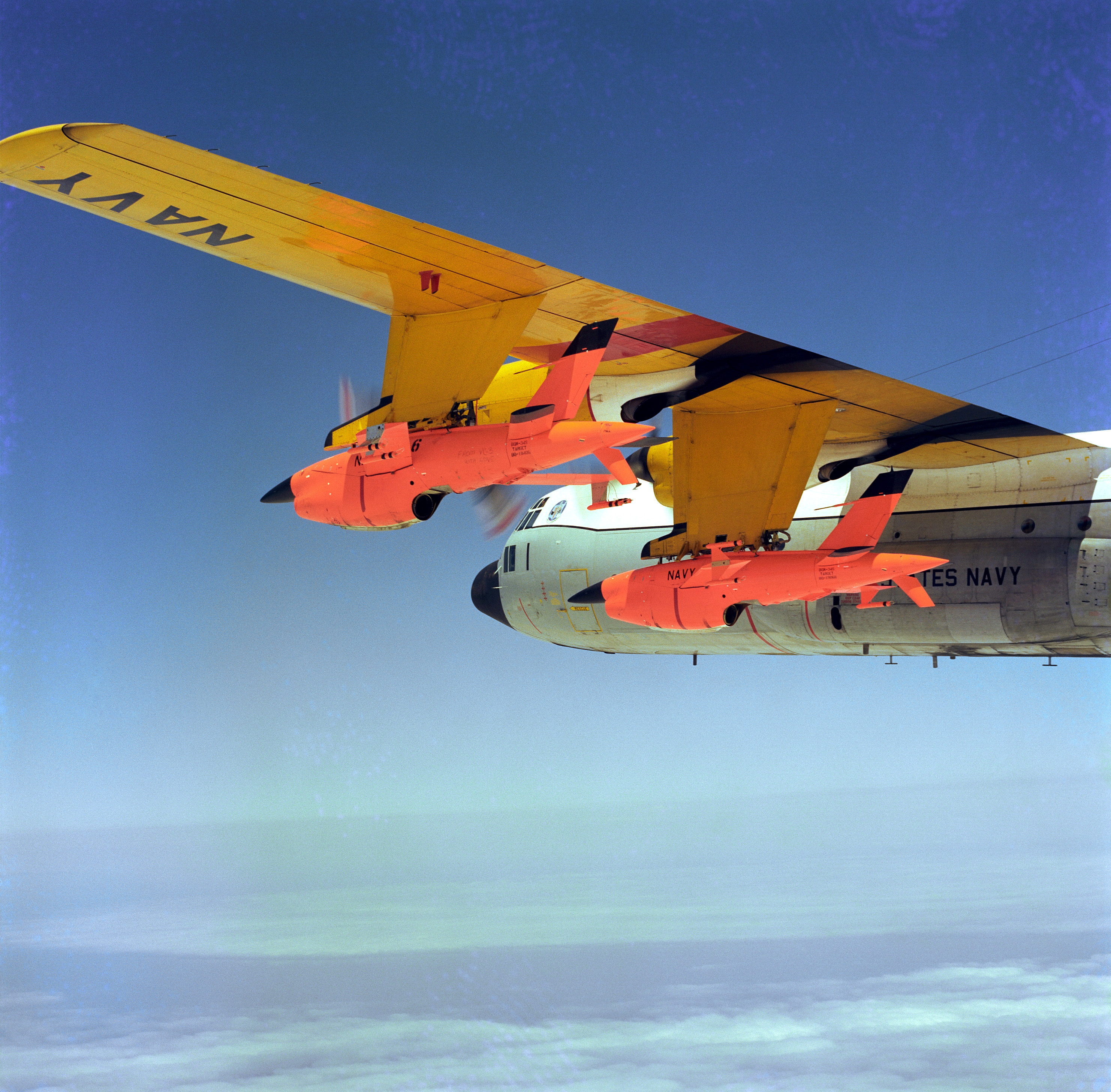
طائرة دي سي-130أي للتحكم بطائرات من دون طيار تحمل على متنها اطائرتي درون من نوع Bبي كيو أم- أس4 فايربي تحت جناحها.

## المواصفات
- الطاقم: القوات الجوية: 6 ضباط: الطيار ومساعد الطيار ، الملاحك التحكم عن بعد ضابط و2 إطلاق ضباط الرقابة و 2 جند: مهندس طيران و MCGS (ميكروويف التحكم في نظام التوجيه) المشغل؛ مجموع القوات الجوية الأمريكية الطاقم الثمانية.